# 修羅雪姬
《修羅雪姬》是由1972年起在《週刊Playboy》連載的日本漫畫，小池一夫原作，上村一夫作畫。曾兩度改編為真人電影，分別為1973年梶芽衣子主演的版本和2001年釋由美子主演的版本。2011年獲改編為電視劇，吉野公佳主演。2021年11月獲改編為舞台劇，今泉佑唯主演。

## 外部連結
- 舞台劇資料頁面（日語）